# Martin Ødegaard
Martin Ødegaard (Drammen, 17 de dezembro de 1998) é um futebolista norueguês que atua como meio-campista e ponta-direita. Atualmente joga pelo Arsenal.
Ele fez sua estreia profissionalmente no dia 13 de abril de 2014, aos 15 anos, com a camisa do Strømsgodset, tornando-se o jogador mais jovem a entrar em campo no Campeonato Norueguês. 1 mês depois, no dia 16 de maio de 2014, tornou-se o mais jovem a marcar um gol pelo Campeonato Norueguês.

## Clubes

### Base
Ødegaard começou a carreira nas categorias de base do Strømsgodset e começou a treinar com a equipe principal em 2013, aos quatorze anos de idade. Ele também passou por períodos de testes no Bayern de Munique e no Manchester United. Em janeiro de 2014 ele foi promovido ao time principal do Strømsgodset, mas sem assinar contrato. O acordo com o clube previa que ele pudesse treinar duas noites por semana com o Mjøndalen, clube do qual seu pai é assistente técnico.

### Strømsgodset

#### 2013–14
Ele fez sua estreia pelo Strømsgodset em uma partida contra o Aalesunds, no dia 13 de abril de 2014 (onde deu uma assistência). Aos quinze anos de idade, ele se tornou o jogador mais jovem a entrar em campo na história do Campeonato Norueguês. Ele assinou seu primeiro contrato profissional em maio de 2014, que foi válido até o fim da temporada 2015.
No dia 16 de maio de 2014, ele marcou o quarto gol da vitória de seu clube sobre o Sarpsborg 08 FF por 4 a 1, tornando-se o jogador mais jovem a marcar numa partida do Campeonato Norueguês. Sua estreia numa competição europeia aconteceu no dia 16 de julho de 2014, na derrota por 1 a 0 sofrida contra o Steaua Bucureşti, pelas pré-eliminatórias da Liga dos Campeões de 2014–15.
A sua primeira partida de maior destaque aconteceu em julho, contra o Sandnes Ulf, quando marcou um gol e deu uma assistência. Ele também cometeu um pênalti, que foi desperdiçado pelo jogador rival. Após a partida, a mídia esportiva começou a discutir sua possível convocação para a Seleção Norueguesa.
Ele voltou a estampar manchetes na partida contra o IK Start, no dia 15 de agosto. Jogando na ponta-direita, ele deu três assistências na partida, que terminou em vitória do Strømsgodset por 3 a 2.

### Real Madrid

#### 2014–15

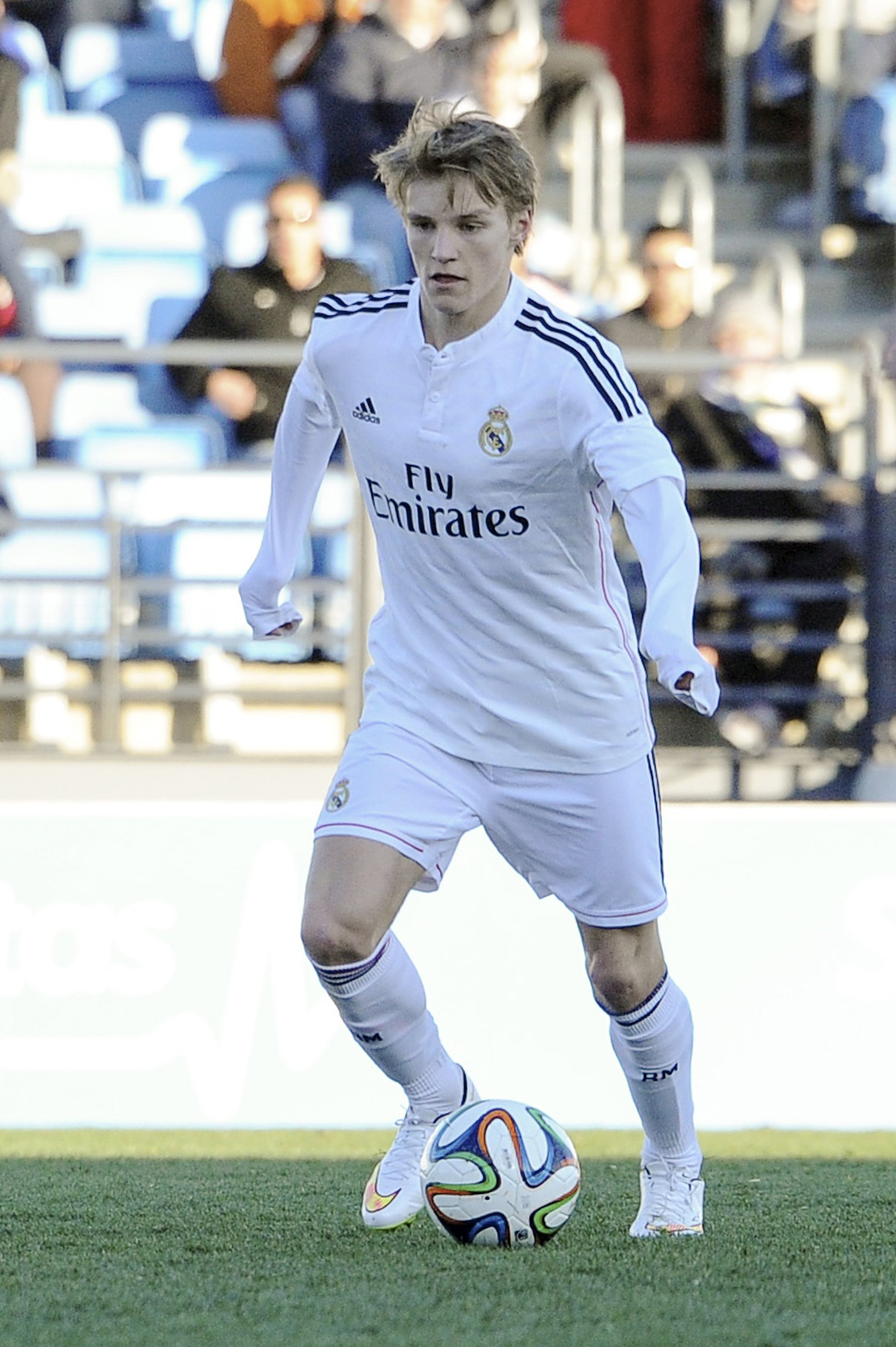
Ødegaard em 2015 pelo Real Madrid Castilla.

Foi anunciado em 22 de janeiro de 2015 sua contratação pelo Real Madrid, por valores e tempo de vínculo não divulgados pelo clube.
A contratação de Martin pelo Real Madrid aconteceu meses depois do croata Alen Halilović chegar ao maior rival dos Merengues, o Barcelona. Como ambos eram jogadores jovens (16 e 18 anos, respectivamente), e atuavam pelas principais equipes da Espanha, uma rivalidade foi criada entre ambos. Coincidentemente, os dois jogadores foram comparados ao craque argentino Lionel Messi e eram considerados as maiores promessas de seus respectivos países.
Inicialmente, Ødegaard atuaria no Real Madrid Castilla. Estreou pelo Real no dia em 23 de maio de 2015, na última partida do Campeonato Espanhol, quando substituiu Cristiano Ronaldo aos 56 minutos contra o Getafe, tornando-se o mais jovem a atuar pela equipe principal, com 16 anos, cinco meses e seis dias.

#### 2015–16
Ødegaard não atuou pelo Real Madrid principal nessa temporada. O Jogador foi direcionado ao clube Castilla. No clube, já na temporada anterior, Martin envolveu-se em uma "polêmica" por conta de seu alto salário, ainda que atuasse no time B do Real. O capitão da equipe na época afirmou que gostaria de receber "o mesmo" que o colega norueguês.
Na temporada, pela equipe B, Martin fizera apenas 1 gol com o time.

### Heerenveen (empréstimo)

#### 2016–17
Sem chances no Real, no dia 9 de janeiro de 2017 foi emprestado ao Heerenveen por um período de 18 meses. Coincidentemente, a jovem promessa que "rivalizava" com Ødegaard, Alen Halilović, chegaria ao time, igualmente por empréstimo, 2 anos depois.
Em seus primeiros meses, o jogador conseguiu contribuir com apenas 1 gol. Na partida, válida pelos Plays-offs da Liga Europa, Martin marcou um gol na derrota diante o FC Utrecht.

#### 2017–18
Em sua segunda temporada pela equipe Neerlandesa, Martin marcou 2 gols, ambos pela Eredivisie de 2017–18. Nessa mesma temporada, o jogador foi acometido por duas lesões, sendo a mais danosa dela a que sofreu na reta final do Campeonato. Isso fez com que o jogador perdesse jogos e espaço no time, que optou por não comprá-lo ao fim do contrato.

### Vitesse (empréstimo)

#### 2018–19
Já no dia 21 de agosto de 2018, foi emprestado ao Vitesse pelo período de um ano.
No clube, Martin conseguiu destacar-se demasiadamente. Atuando pela Eredivisie de 2018–19, o jogador conseguiu contribuir diretamente com 21 gols, sendo 10 assistências e 11 tentos. Tanto destaque fez com que o jogador atraísse mais a atenção para seu futebol, como outrora. Sua temporada consistente fez com que ele fosse considerado o Melhor Jogador do Vitesse na Temporada.

### Real Sociedad (empréstimo)

#### 2019–20
No dia 7 de julho de 2019, foi confirmado o seu empréstimo a Real Sociedad. Marcou seu primeiro gol pelo clube no dia 25 de agosto, em partida válida pela La Liga, contra o Mallorca. Fora de casa, a Real Sociedad venceu por 1 a 0.
No clube espanhol, o jovem voltou a demonstrar muito talento ao conseguir contribuir com 7 gols e 9 assistências ao longo da temporada. A época da equipe foi coroada com o título da Copa del Rey de 2019–20, sendo esse o primeiro título do meio-campista na carreira. Durante a mesma competição, Martin marcou um gol contra o Real Madrid nas quartas de final.
Em agosto de 2020 despediu-se do clube basco para retornar ao Real Madrid.

### Real Madrid (Retorno)

#### 2020–21
Após três empréstimos, foi anunciado o seu retorno ao clube merengue no dia 11 de agosto de 2020, a pedido do técnico Zinédine Zidane.
Naquele ano de 2020, o jogador voltou a ser acometido por algumas lesões que tiraram o norueguês de ser relacionado em diversas oportunidades. Apesar disso, foi nessa mesma temporada que o jovem jogador conseguiu fazer seu maior número de jogos: 9 partidas.
Em sua toda passagem pelos Merengues, o jogador ficou 6 anos vinculado ao clube. Contudo, o jovem fizera apenas 11 jogos e não chegou a contribuir com gols diretamente nenhuma vez. Seus poucos jogos fizeram com que Martin fosse considerado uma "eterna promessa", pois não havia cumprido as expectativas em seu futebol até aquele momento.
Futuramente, o norueguês refletiu sobre sua passagem de poucos jogos pelo clube espanhol:
| “ | Minha passagem pelo Real Madrid foi boa, uma etapa positiva. Aprendi a amadurecer e foi um grande aprendizado. Mas precisava jogar mais. Estou feliz com a decisão de sair e com a forma que ocorreu. Se não tivesse passado pelo Real, não teria chegado ao nível que cheguei hoje. É o maior clube do mundo, e a pressão também existe. | ” |

### Arsenal
Após boa passagem pelo Real Sociedad na temporada anterior, Ødegaard volta para o Real Madrid, mas novamente recebe poucas oportunidades do treinador Zinédine Zidane. Foi então que o norueguês decide rumar para uma liga ainda não explorada em sua carreira. No dia 27 de janeiro de 2021, o Arsenal da Inglaterra acorda com o Real um empréstimo até o fim da temporada.
Martin fizera 2 gols pelo Arsenal naquela temporada, mas suas atuações individuais fizeram com que o jogador fosse preterido pela direção.

#### 2021–22
Após passagem satisfatória pela Premier League, o clube londrino decide adquirir o jogador em definitivo. No dia 20 de agosto de 2021, Ødegaard é anunciado de forma definitiva como jogador dos Gunners por quatro temporadas.
No dia 30 de julho de 2022, após a saída de Aubameyang e Lacazette, Ødegaard foi nomeado oficialmente o novo capitão do Arsenal. O norueguês já vinha sendo o capitão titular desde 16 de abril do mesmo ano quando o time perdeu para o Southampton de 1-0 em partida válida pela 33ª rodada da Premier League. Apesar de ter somente 23 anos, Martin também é o capitão da Seleção Norueguesa desde março de 2021.
Ødegaard concluiu sua temporada com 7 tentos pelo Arsenal. O capitão do time se consolidava como um dos destaques da equipe.

#### 2022–23

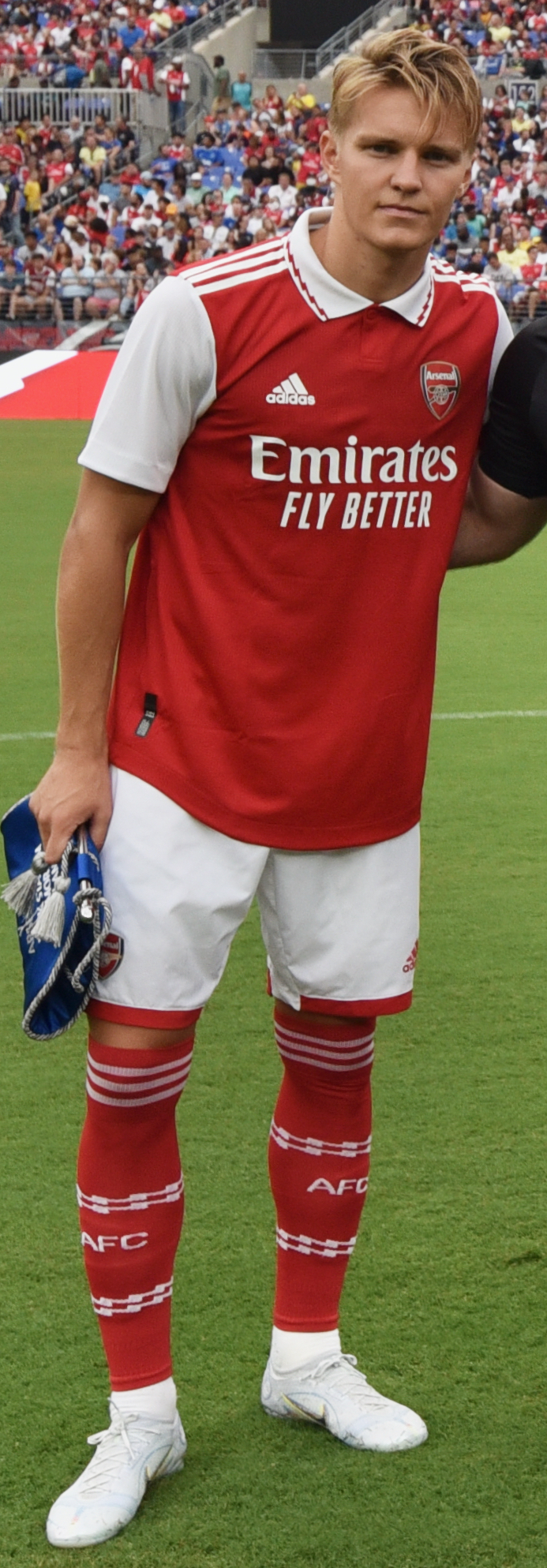
Martin como capitão do Arsenal.

Essa temporada foi a melhor da carreira de Ødegaard. Ele terminou com 45 jogos, 15 gols, 7 assistências 0,48 participações em gols por jogo.
Essa temporada também foi marcada por alguns dobletes do craque durante a Premier League. Ao todo, o norueguês marcou 3 vezes, mas seu destaque maior aconteceu na 34ª rodada, quando seus dois gols ajudaram a equipe a derrotar o Chelsea, em um clássico londrino, por 3–1.
Apesar dos bons números individuais, essa temporada também marcou um momento muito infeliz para os Gunners. A equipe liderou a Premier League durante 27 rodadas, mas, após resultados insatisfatórios, o time de Londres perdeu a liderança e foram superados pelo Manchester City de Pep Guardiola.
O jogador também esteve presente na Seleção de Melhores Jogadores daquela edição de Premier League ao final da temporada.

#### 2023–24
Em 2023, o jogador conquistou seu primeiro título com o Arsenal, e seu primeiro como capitão. A partida em questão foi válida pela Supercopa da Inglaterra de 2023. Nas penalidades, Ødegaard ajudou sua equipe a vencer o Manchester City acertando a primeira cobrança.

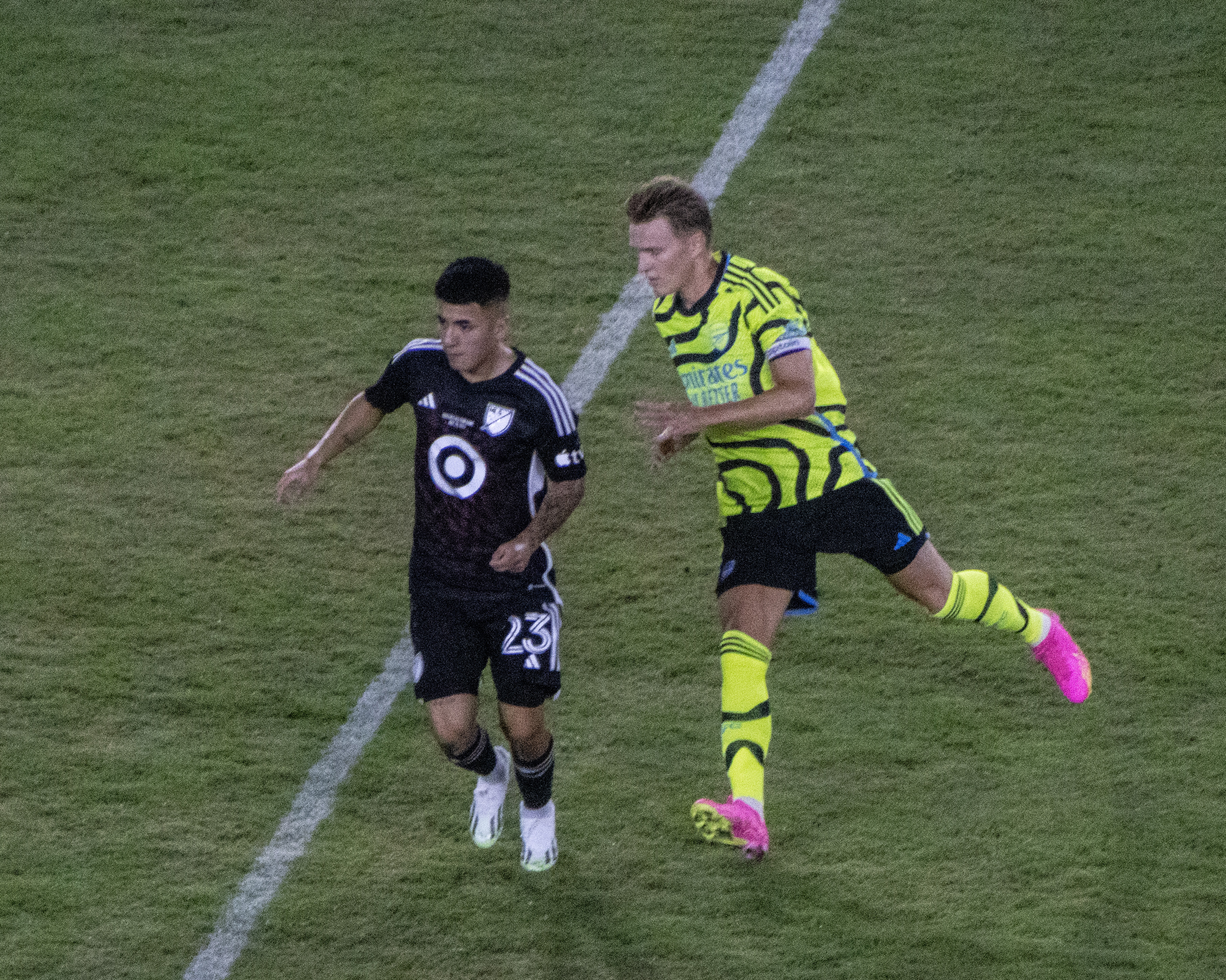
Martin em 2023, em um amistoso contra o time de estrelas da MLS.

Martin assinou uma renovação de contrato de cinco anos em setembro de 2023.
Pelas Copas nacionais, o jogador foi eliminado precocemente. Pela Copa da Inglaterra, o time foi eliminado na primeira partida diante o Liverpool. Na Copa da Liga, Martin fizera dois jogos e um gol. Na partida que ele balançou as redes, o Arsenal foi eliminado pelo West Ham.
Durante o primeiro turno do Campeonato Inglês, Martin havia entrado em campo por 17 vezes, e conseguiu contribuir com 8 gols, sendo estes divididos igualmente entre gols e assistências. Seu grande destaque nas rodadas iniciais foi quando ajudou o Arsenal a superar o Bournemouth distribuindo 2 assistências e balançando as redes 1 vez naquela partida que terminou 4–1.
No segundo turno, o time conseguiu chegar a marca de cinco jogos liderando a Premier League, somando dez partidas de liderança contando com as oportunidades que o clube liderou na segunda metade do ano de 2023. Contudo, quase como ocorreu na época anterior, a equipe de Josep Guardiola superou a equipe de Arteta e o Arsenal amargou o vice-campeonato novamente. Martin terminou a competição com oito gols e 11 assistências.

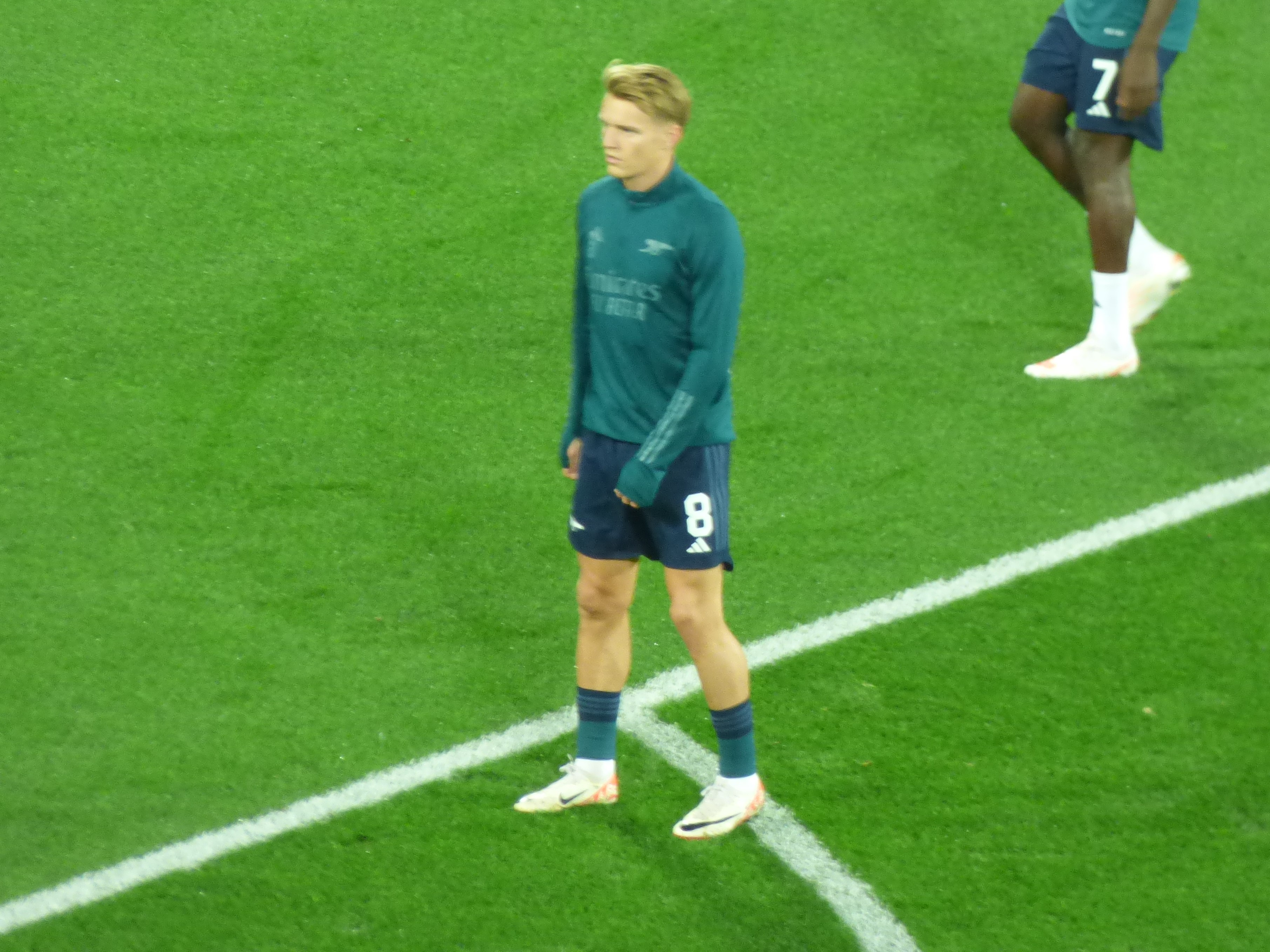
Ødegaard em 2023 em partida da Liga dos Campeões.

Na Fase de Grupos da Liga dos Campeões, Martin conseguiu contribuir com dois tentos. O Arsenal se classificou em primeiro colocado em seu grupo. Na sequência, o atleta contribuiu diretamente para a primeira classificação do Arsenal às quartas de final em 14 anos após derrotarem o Porto. O jogador deu uma assistência para Leandro Trossard abrir o placar e empatar a partida no agregado no embate contra os portugueses. Nas penalidades, o norueguês converteu a primeira cobrança e o time da Inglaterra conseguiu a classificação.
Todavia, o time inglês saiu derrotado na fase seguinte, após serem superados pelo Bayern de Munique de Harry Kane, um dos maiores carrascos do Arsenal em seus anos de Tottenham Hotspur, e deram adeus à competição, forçando o time de Mikel Arteta a disputar somente a Premier League.
Mesmo sem ter tido títulos expressivos, Martin tivera um positivo desempenho ao longo das competições do clube londrino. Desse modo, esteve presente na posição 28 na Ballon d'Or 2023. Ele esteve empatado no número de pontos com Randal Kolo Muani e superou o zagueiro português, do campeão inglês da época, Rúben Dias.

#### 2024–25
O capitão norueguês retornou aos gramados da Premier League na rodada de abertura, mas na terceira tivera de abdicar dos jogos por três semanas por conta de uma lesão sofrida em partida contra em seu tornozelo enquanto defendia a Seleção contra a Áustria. Ao retornar, foi essencial nos próximos três jogos ao fazer assistências consecutivas contra Chelsea e Nottingham Forest, seguido de um tento contra o West Ham na goleada por 5–2 válido pela 13ª jornada.
Ao longo da época, não destacou-se pelo número de gols (três), mas pelas oito assistências que conseguiu distribuir aos diversos jogadores do elenco vermelho. Os Gunners novamente brigaram pelo título enquanto viram o Manchester City tropeçar em muitos resultados consecutivos – incluindo uma partida vencida pela equipe de Ødegaard por 5–1 onde ele fizera um dos tentos –, mas o Liverpool de Arne Slot sobressaiu-se mais vezes e conquistou o troféu inglês realizando 84 pontos – 10 a mais que a equipe de Martin que alcançou a segunda posição.
As atenções dos Gunners se voltaram às Copas. Eles tiveram uma eliminação precoce ao Manchester United nas penalidades da Copa da Inglaterra, porém o time de Mikel Arteta direcionou-se até a semifinal da Copa da Liga, e lá foram despachados pelo Newcastle em um placar agregado de 4–0.
Momentos mais positivos, porém igualmente infrutíferos, surgiram para o norueguês na Liga dos Campeões. Em seu novo formato de 36 equipes em uma Liga, o jogador participou da Fase inicial e estufou as redes do Dinamo Zagreb. Eventualmente, ajudou a equipe a conseguir a 3ª colocação com 19 pontos, atrás apenas de Barcelona (19) e Liverpool (21). Nas Oitavas, Ødegaard foi essencial na vitória dos ingleses no jogo de ida por 7–1 contra o PSV ao marcar um doblete e dar uma assistência.
Essa foi a última participação direta em gols do atleta, mas a equipe continuou a obter bons resultados e eliminou o PSV e o Real Madrid na sequência. Contudo, quando enfrentaram o PSG de Luis Enrique na semifinal, os franceses venceram ambos os jogos e rumaram à final após derrotarem o clube de vermelho pelo placar agregado de 3–1.
O ano irregular da equipe também passou pela falta de consistência do capitão em jogos de grande importância. Nas partidas de semifinal, suas tentativas de gol não surtiram efeito nem contra o Newcastle ou diante o PSG. Na Liga, apesar de ter criado muitas chances de gols, até mais que nas épocas anteriores, seus únicos três gols e oito assistências deixaram a equipe longe de atingir o título nacional. Somado a partidas menos exemplares, a equipe também tivera de lidar com problemas físicos de outros jogadores, já que Kai Havertz, Gabriel Jesus e Bukayo Saka se ausentaram frequentemente do ataque vermelho, fazendo com que Arteta apostasse em Mikel Merino, um meio-campista de origem, para ocupar a faixa centralizada mais ofensiva da equipe.

## Seleção Norueguesa

#### Base
Ødegaard fez parte da Seleção Norueguesa Sub-17 em um torneio amistoso disputado na Turquia, em janeiro de 2014.
Em 4 de setembro de 2014, ele foi convocado para uma partida eliminatória do Campeonato Europeu Sub-21 de 2015, contra Portugal. Ele jogou durante os 90 minutos, na partida que terminou em vitória dos portugueses por 2 a 1.

### Principal

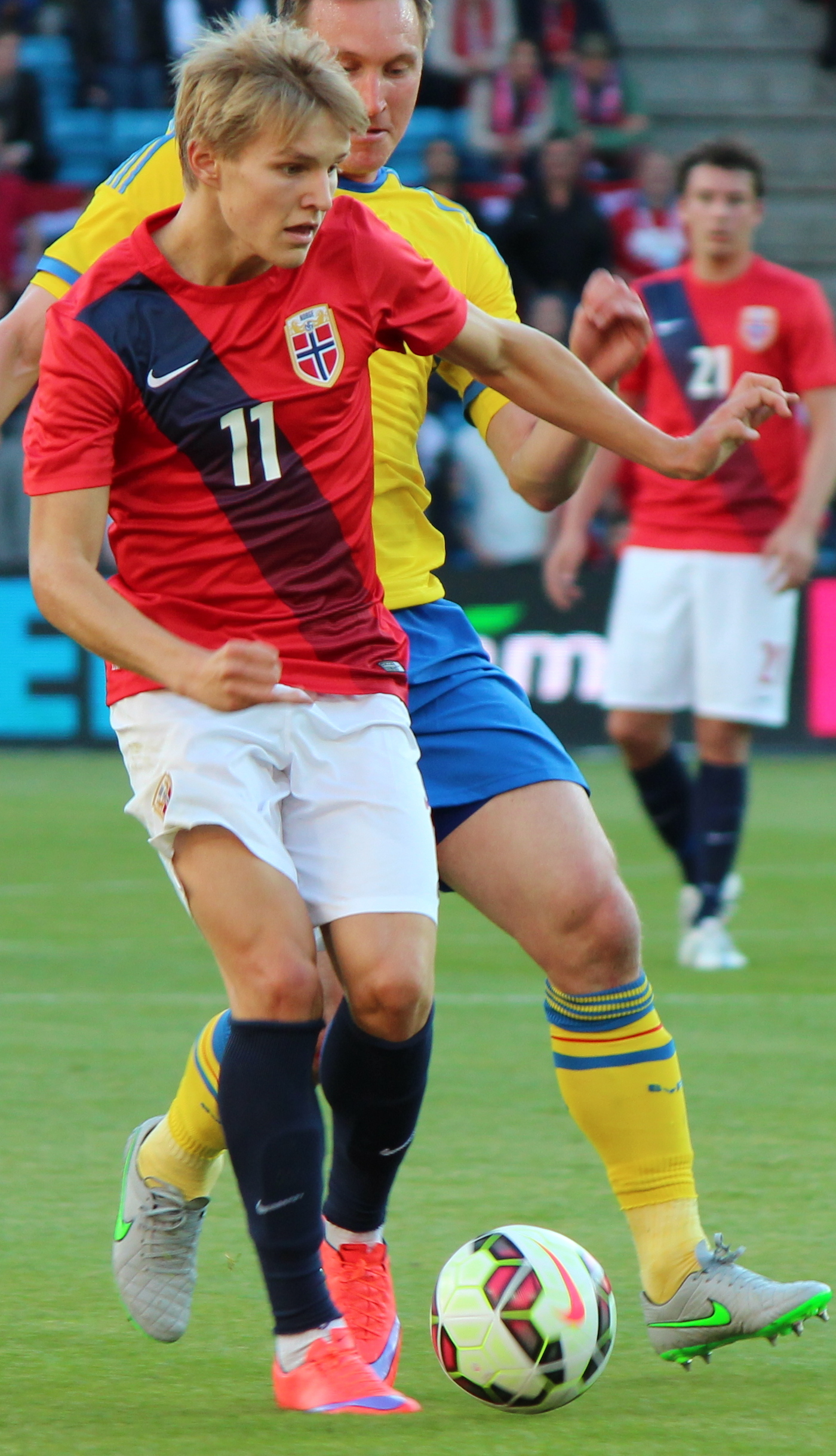
Martin em 2015.

No dia 19 de agosto de 2014, Ødegaard foi convocado pela Seleção Norueguesa para um amistoso contra os Emirados Árabes Unidos, que ocorreria no dia 27 do mesmo mês em Stavanger.
Ele atuou durante os 90 minutos do empate sem gols, se tornando o jogador mais jovem a atuar pela Seleção Norueguesa, aos 15 anos e 253 dias de idade. O recorde anteriormente pertencia a Tormod Kjellsen, que em 1910 entrou em campo pela Seleção aos 15 anos e 351 dias de idade.
O jovem continuou participando de amistosos pela seleção europeia mais ativamente a partir de 2017, quando ficou livre das obrigações com a seleção sub-21.
Ødegaard teve sua primeira participação em gol em um amistoso contra a Seleção Australiana de Futebol em 23 de março de 2018, após quase 4 anos desde a estreia. Ele deu uma assistência para Ola Kamara fechar a goleada de 4-1.

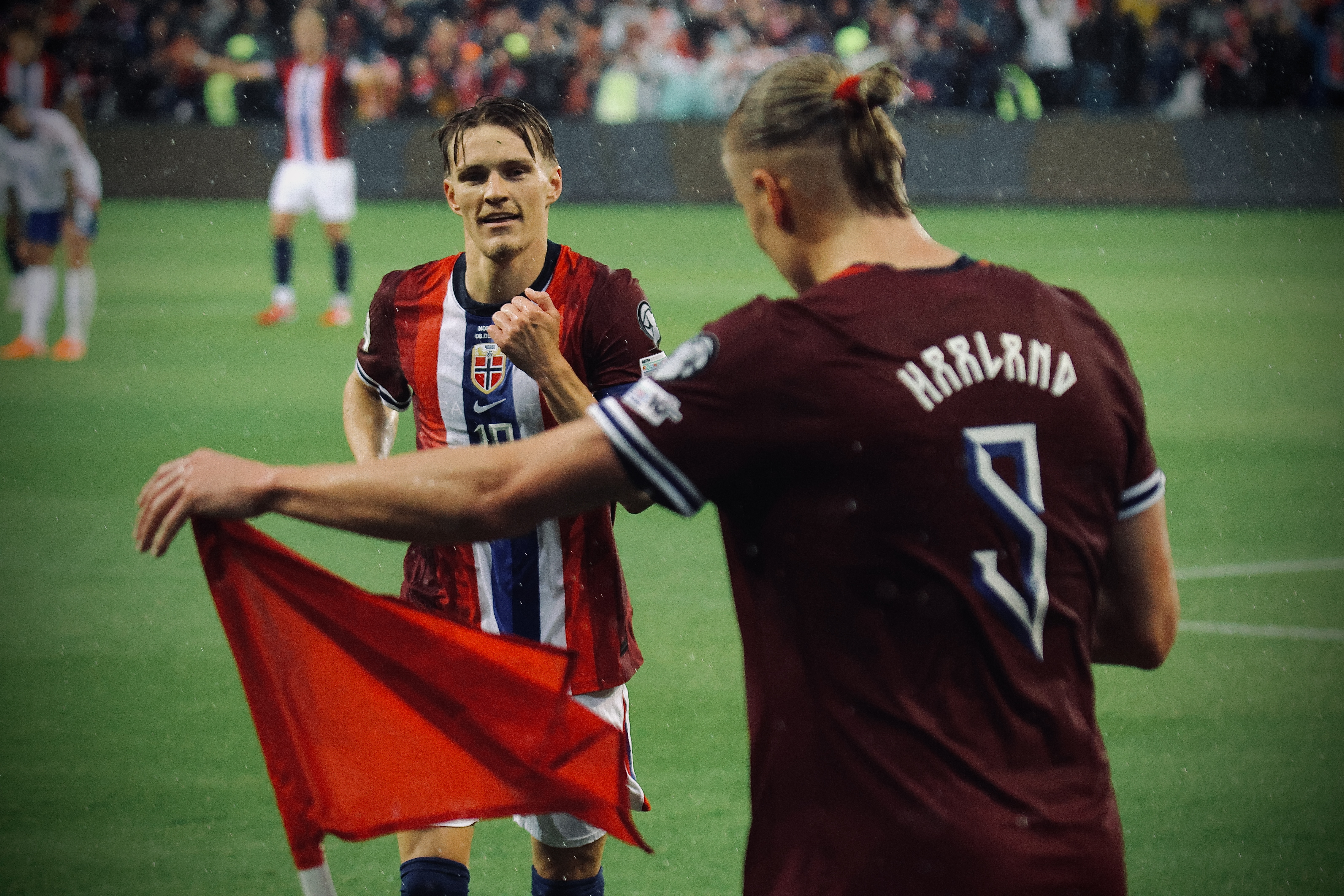
Ødegaard e Haaland pela Seleção Norueguesa em 2025.

Ødegaard e Erling Haaland, lideraram tecnicamente a Seleção Norueguesa desde o início da década de 2020.
No dia 30 de setembro de 2014, ele foi convocado para partidas contra Malta e Bulgária, válidas pelas eliminatórias do Campeonato Europeu de Futebol de 2016.
Ele fez sua estreia internacional em jogos oficiais contra a Bulgária, entrando no 64ª minuto da vitória norueguesa por 2–1. Com isso, ele se tornara o jogador mais jovem a atuar em uma partida eliminatória do Campeonato Europeu, aos 15 anos e 300 dias de idade.
Na campanha, Martin esteve convocado para 9 jogos do Grupo H, mas atuou apenas em quatro partidas passando em branco em todos. O jogador viu sua seleção fazer uma campanha mediada, e eles foram disputar os play-offs para tentar ganhar uma vaga à Eurocopa de 2016. Todavia, mesmo convocado para disputar os dois jogos contra a Hungria, Martin atuou apenas em um partida e viu a Noruega perder os dois jogos. Ele ficou de fora da Euro 2016.

## Estilo de jogo
O seu companheiro de Seleção, Morten Gamst Pedersen, disse que Ødegaard é o jogador mais talentoso que ele havia visto jogar: "Para sua idade, ele é inacreditável - o seu conhecimento de jogo é inacreditável e sua habilidade técnica é fantástica". Pedersen também comentou que Martin precisaria de tempo para melhorar seu físico.

## Vida pessoal
Ødegaard é filho do ex-jogador Hans Erik Ødegaard, que também jogava como meio-campista pelo Strømsgodset, e atualmente é assistente técnico do Mjøndalen IF.

## Títulos
Real Sociedad
- Copa del Rey: 2019–20

Arsenal
- Supercopa da Inglaterra: 2023

### Prêmios individuais
- 50 jovens promessas do futebol mundial de 2015 (The Guardian)[94]
- 50 jovens promessas do futebol mundial de 2016 (La Gazzetta dello Sport)[95]
- 30º melhor jovem do ano de 2017 (FourFourTwo)[96]
- Jogador do Mês da Eredivisie: Abril de 2019
- Talento do Mês da Eredivisie: Maio de 2019
- Equipe ideal da Eredivisie: 2018–19
- Jogador do Mês da La Liga: Setembro de 2019
- Gullballen (Bola de Ouro da Noruega): 2019
- Jogador do Mês da Premier League: Novembro/Dezembro de 2022
- Equipe ideal da Premier League: 2022–23[97]
- Jogador da Temporada do Arsenal: 2022–23
- Ballon d'Or: 28º Colocado em 2023; 19º Colocado em 2024 (France Football)
- Indicado a Seleção do Ano da FIFA: 2024 (FIFPro)